# 亞戈德諾耶區

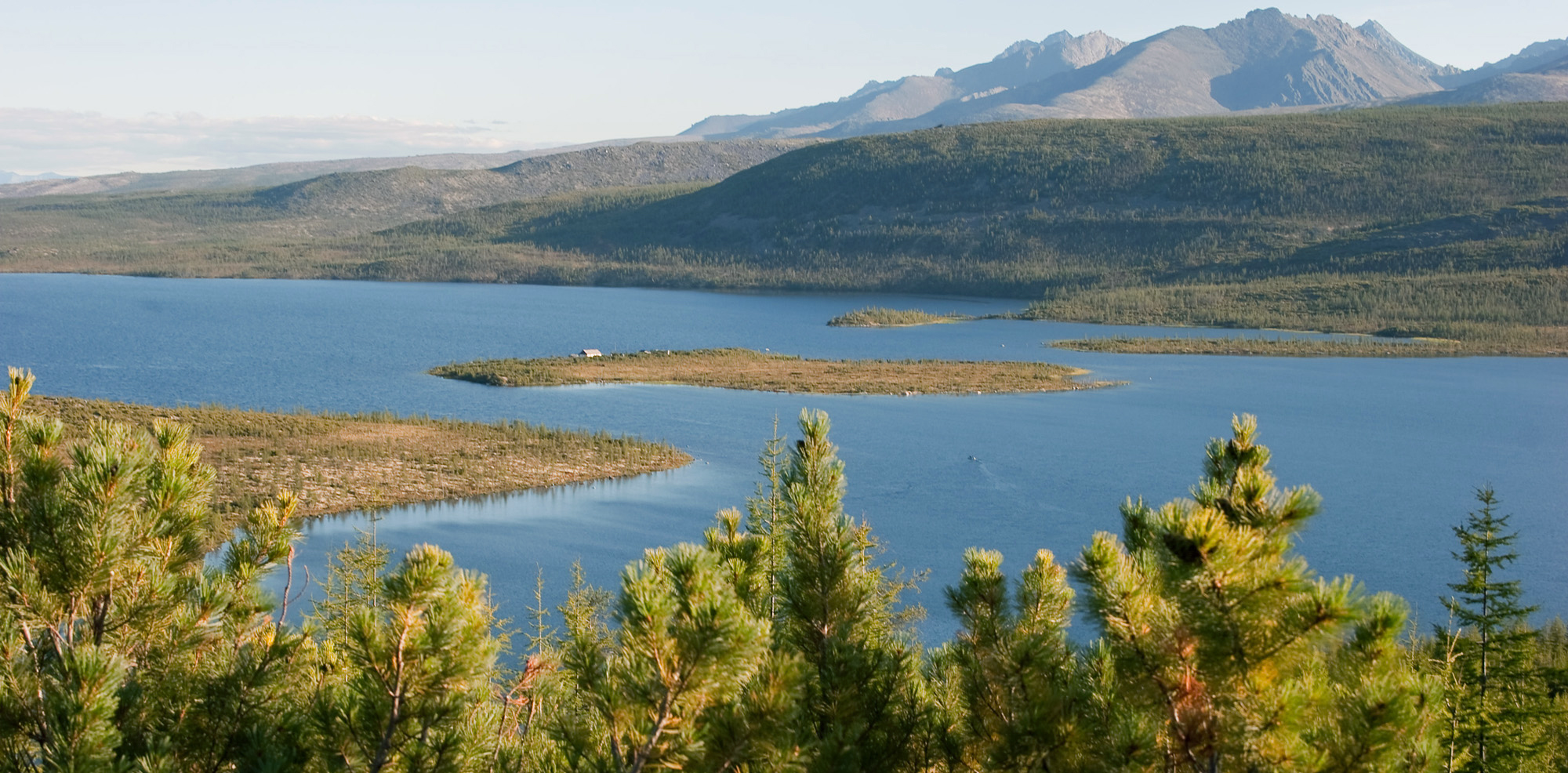

62°40′N 151°20′E / 62.667°N 151.333°E
亞戈德諾耶區（俄语：Ягоднинский район），是俄羅斯的一個區，位於該國東北部，由馬加丹州負責管轄，面積29,500平方公里，2010年人口9,839，人口密度每平方公里0.33人。